# Simon Miedema

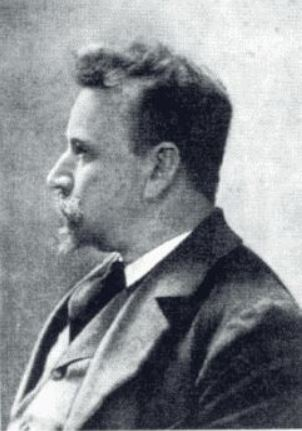
Simon Miedema, um 1900

Simon Miedema (* 13. Juli 1860 in Harlingen; † 5. Mai 1934 in Rotterdam) war ein niederländischer Bildhauer.

## Leben
Simon Miedema war ein Sohn des Malers Rein Miedema und dessen Ehefrau Jeltsje Schaafsma.
Er kam 1861 mit seinen Eltern nach Rotterdam, wo der Vater als Maler arbeitete und später Lehrer an der Akademie der bildenden Künste und technischen Wissenschaften wurde. Simon begann ein Studium an dieser Hochschule als Bildhauer. Er gewann 1879 den niederländischen Prix de Rome, der es ihm ermöglichte, sechs Monate in Rom zu verbringen. Von 1880 bis 1926 war er Lehrer an seiner Alma Mater.
Sein Sohn Rein (1886–1954) veröffentlichte 1934 eine Biografie des Vaters.